# La lunga strada per tornare a casa
La lunga strada per tornare a casa (A Long Way Home) è un libro del 2013 di Saroo Brierley.
Nel libro Saroo racconta la sua storia da quando nel 1986, all'età di cinque anni, si perse a Calcutta, a 1 600 chilometri da casa, e fu in seguito adottato da una famiglia australiana; solo 25 anni dopo, nel 2012, è riuscito a ritrovare la sua madre biologica.
Dal libro è stato tratto nel 2016 il film Lion - La strada verso casa.

## Edizioni
- (EN) Saroo Brierley e Larry Buttrose, A Long Way Home, Viking Australia, 2013, ISBN 9780670077045.
- (IT) Saroo Brierley e Larry Buttrose, La lunga strada per tornare a casa, traduzione di Anita Taroni, Milano, Fabbri, 2014, ISBN 978-88-915-0716-7.